# 帕多县
帕多县，是泰国南部春蓬府的一个县。总面积928.0平方公里，总人口22633人，人口密度23.9人/平方公里（2008年）。

## 行政区划
帕多县辖有4个区，43个村。